# والتر باش
والتر باش هو لاعب جمباز فني سويسري، (و. 1909  م).

## وصلات خارجية
- والتر باش على موقع أوليمبيديا (الإنجليزية)